# Wełko Wełew
Wełko Iwanow Wełew (buł. Велко Иванов Велев, ur. 4 stycznia 1948 w Sofii) – bułgarski lekkoatleta, specjalista rzutu dyskiem, dwukrotny olimpijczyk.

## Kariera sportowa
Zajął 5. miejsce w rzucie dyskiem na mistrzostwach Europy w 1974 w Rzymie. Na igrzyskach olimpijskich w 1976 w Montrealu zajął w tej konkurencji 10. miejsce.
Zajął 4. miejsce na mistrzostwach Europy w 1978 w Pradze, przegrywając z brązowym medalistą Imrichem Bugárem z Czechosłowacji o 10 centymetrów, a na igrzyskach olimpijskich w 1980 w Moskwie był ósmy.
Pięciokrotnie zwyciężał w mistrzostwach krajów bałkańskich w latach 1972–1974, 1979 i 1980. Był mistrzem Bułgarii w rzucie dyskiem w latach 1972–1974, 1976–1979, 1983 i 1984.
Jedenaście razy poprawiał rekord Bułgarii do wyniku 67,82 m, uzyskanego 13 sierpnia 1978 w Rydze. Jest to aktualny (listopad 2020) rekord Bułgarii.

## Rodzina
Żoną Wełewa była przez pewien czas radziecka dyskobolka, mistrzyni olimpijska z 1972 Faina Mielnik.